# Darini
Los Darini (Δαρῖνοι) (el nombre varia en algunos manuscritos: Darnii [Δάρνιοι]) era un grupo tribal de la antigua Irlanda conocidos por una única mención del geógrafo Claudio Ptolomeo, que habitaron al sur del condado de Antrim y norte del condado de Down.
Su nombre implica una descendencia de otro pueblo antiguo llamado Dáire (*Dārios), como atestiguan bastantes pueblos históricos, incluidos los Dál Riata y Dál Fiatach en la misma área al este de Úlster, así como los Érainn (Iverni) de Munster. Un nombre antiguo para Dundrum en el condado de Down, aparece en Dún Droma Dáirine, y con el nombre Dáirine se conoce a la dinastía Érainn del reino de Corcu Loígde (como descendientes de Dáire Doimthech), lo que sugiere cierta relación entre los Darini y los Iverni.
El cognitivo Dari(o) ("agitación, tumulto, rabia") es una forma ampliamente citada en la lengua gala, especialmente como nombre para personas. Un ejemplo en galés es cynddaredd ("rabia"). Por lo tanto los Darini debieron ser considerados un pueblo "de gran violencia", o descendientes del "dios tumultuoso". Con el tiempo, no obstante, el nombre personal Dáire evolucionaría en su significado como "con baches" o ("violentamente córneo") "fructuoso", parentemente manteniendo el significado de "rabia bestial".
Hay que resaltar que Dáirine se puede referir algunas veces a las dinastías denominadas Érainn en su conjunto y no solo para Corcu Loídge y correlativos en Munster.
Cú Roí mac Dáire es un dios o rey de Munster que aparece frecuentemente en el ciclo del Úlster de la mitología irlandesa, posiblemente reflejando recuerdos de los darini prehistóricos cuando su poder era grande en Irlanda. Los Dál Fiatach de Úlster proclamaron más tarde ser descendientes del (probable divino) clan, el Clanna Dedad, más tarde asociando a ambas provincias—aunque aparentemente en contradicción a su descendencia de los propios Ulaid o Voluntii, hasta recordar que los Darini y Voluntii vivieron en zonas adyacentes en la Irlanda de Ptolomeo y no había duda de nexos antiguos entre ellos. El padre de Cú Roí era Dáire mac Dedad. Clanna Dedad tomó su nombre de su abuelo, Deda mac Sin.
El legendario Conaire Mór, ancestro de los Síl Conairi, o Dál Riata, Múscraige, Corcu Duibne, y Corcu Baiscind, decían descender de Íar mac Dedad, hermano de Dáire. Es simplemente otra variante de la raíz presente en los Iverni/Érainn. Finalmente, el nombre Íth, dado en genealogías como últimos ancestros de Corcu Loígde (Dáirine), ofrece cierta confusión sobre su parentesco y relación con los Iverni, de hecho conserva la misma raíz indo-europea *peiH- ("engordar, oleaje"), por lo tanto completan, en efecto, una visión básica de los Darini/Dáirine y su parentesco en el futuro histórico irlandés.

## Descendientes modernos
Sumado a clanes escoceses, así como la familia real británica (por la casa de Dunkeld), hay que resaltar vínculos irlandeses en las provincias de Úlster y Munster, trazando sus orígenes entre los Darini/Dáirine muy cercanos a ellos, incluidos Haughey/Hoey de Dál Fiatach, Óengus Bolg/O'Driscoll y O'Leary de Corcu Loígde.
En Gran Bretaña, la casa de Neville proclama parentesco con la Casa de Dunkeld, y por lo tanto descendencia de Cenél nGabráin de Dál Riata. El Clan MacKenzie y Clan Maclean están entre los que proclaman parentesco de su rival Cenél Loairn.